# Stanisław Daskałow
Stanisław Penkow Daskałow (ur. 4 kwietnia 1952 w miejscowości Beżanowo, obwód Łowecz) – bułgarski dyplomata i polityk; w pierwszej połowie lat 90. aktywnie współkreował bułgarską politykę zagraniczną, najpierw jako szef zespołu negocjatorów w sprawie akcesji Bułgarii do GATT, Europejskiego Stowarzyszenia Wolnego Handlu oraz współpracy z Unią Europejską, a następnie jako minister spraw zagranicznych (1993–1994) w rządzie Lubena Berowa. Po upadku gabinetu w październiku 1994 roku znacznie ograniczył swoją aktywność publiczną.

## Wykształcenie i kariera zawodowa
Jest absolwentem Wydziału Handlu Zagranicznego na Moskiewskim Państwowym Instytucie Stosunków Międzynarodowych (1979). Naukę kontynuował na kursie podyplomowym w Genewie. Od 1981 roku był pracownikiem bułgarskiego Ministerstwa Handlu.
Na początku lat 90. był wiceministrem handlu (1991–1992) w rządzie Filipa Dimitrowa oraz głównym negocjatorem, prowadzącym rozmowy w sprawie wprowadzenia Bułgarii do gospodarczych oraz politycznych struktur europejskich i amerykańskich, a także ratyfikacji traktatów międzynarodowych. Jego zespół wynegocjował m.in. podpisanie porozumienia handlowego z USA (1990), akcesję Bułgarii do GATT (1991) i Europejskiego Stowarzyszenia Wolnego Handlu (1993) oraz zainicjował współpracę z krajami Unii Europejskiej (1992).
W czerwcu 1993 roku zastąpił na stanowisku ministra spraw zagranicznych premiera Lubena Berowa. Pełnił tę funkcję przez półtora roku, do momentu dymisji gabinetu Berowa. Daskałow był pierwszym szefem dyplomacji Republiki Bułgarskiej, który złożył wizytę w Polsce (1994).
Po odejściu z rządu, w drugiej połowie lat 90., zaangażował się w działalność menedżerską i doradczą: był zastępcą dyrektora generalnego w sofijskiej firmie Metallurgimpex Trading Ltd (1995–1996) oraz doradcą w prywatnej kancelarii adwokackiej (1997–1999).
W latach 1999–2001 był szefem bułgarskiego Instytutu Europejskiego.